# Uptar
Uptar (rusky Уптар) je sídlo městského typu v Magadanské oblasti na ruském Dálném východě. Žije zde 1 676 obyvatel (2024).

## Geografie
Uptar se nachází přibližně 40 km severně od oblastního centra, města Magadan, od kterého odděluje horský hřeben s výškou přes 1000 metrů. Obec leží na pravém břehu stejnojmenné řeky Uptar, která je levostranným přítokem řeky Chasyn. Na sever od obce se tyčí Chasynský hřbet, výběžek Kolymského pohoří, který rovněž dosahuje výšek přes 1000 metrů. Horský hřeben odděluje Uptar také od Ochotského moře.
Administrativně patří Uptar do magadanského městského okruhu, stejně jako několik kilometrů západně ležící Sokol.

## Dějiny
Uptar začal svou historii psát v roce 1932, kdy na 47. kilometru budovaného Kolymského traktu (dnes federální silnice R504 Kolyma) vznikl pracovní tábor v rámci systému Gulag, jehož vězni zde pracovali na stavbě této části komunikace vedoucí do zlatonosných oblastí na řece Kolymě. Díky své poloze na 47. kilometru původní, mírně delší trasy, získala osada neformální název 47. kilometr. V 80. letech 20. století byl tento úsek trasy zkrácen přibližně o 6 kilometrů, nicméně tradiční pojmenování se v oblasti dodnes používá.
Ve 40. a 50. letech 20. století byl Uptar také významným centrem úzkokolejné dráhy Magadan – Palatka, kde se nacházelo jak vedení dráhy, tak i depo, což podpořilo další rozvoj osady. Tento úsek úzkokolejky sloužil především k přepravě materiálu a osob mezi Magadanem a severními oblastmi.
Další fáze výstavby Uptaru započala 16. června 1970, kdy státní podnik Kolymagesstroj zahájil výstavbu nových dvoupatrových dřevěných domů a dalších sociálních a logistických objektů, které měly sloužit jako zázemí pro stavbu Kolymské vodní elektrárny. Tato část nově vybudované osady získala označení Překladiště stavby Kolymské hydroelektrárny, kde se kromě ubytování pracovníků soustřeďovala i přeprava a skladování stavebního materiálu.
Dne 5. dubna 1973 udělil Magadanský oblastní výkonný výbor usnesením č. 167 Uptaru status sídla městského typu a obec tak získala oficiálně svůj současný název. Jméno Uptar je etymologicky původem z evenckého jazyka, který patří mezi domorodé jazyky severovýchodní Sibiře, a znamená řeka.
Po rozpadu SSSR došlo k výraznému demografickému poklesu obyvatelstva. V roce 1989 zde žilo 3 983 obyvatel, v roce 2024 již jen 1 676 a odliv obyvatel stále pokračuje. V současnosti (20. léta 21. století) je Uptar známý především jako upadající obec s bohatou industriální minulostí, spojenou s těžbou zlata, výstavbou důležitých komunikačních tras a podpůrnou infrastrukturou pro energetický sektor Kolymy.

## Podnebí
Uptar má subarktický až arktický typ podnebí. Díky své poloze v blízkosti polárního kruhu a ve vnitrozemí Kolymského regionu jsou klimatické podmínky v této oblasti extrémně chladné a náročné.
Zimy v Uptaru jsou velmi dlouhé, drsné a chladné, s teplotami, které mohou klesat pod -40°C a v některých případech i níže. Období trvalého mrazu trvá od října do dubna. Nejchladnějším měsícem je leden, kdy průměrné teploty dosahují kolem -30°C, ale extrémní mrazy nejsou výjimečné. Sníh pokrývá oblast většinu zimy a srážky jsou v tomto období vzácné.
Léta jsou krátká, chladná a obvykle trvají pouze několik měsíců, od června do srpna. Během letních měsíců mohou průměrné teploty dosahovat 10–15°C, s občasnými vyššími hodnotami, ale i v tomto období je stále relativně chladno. Nejteplejší měsíc, červenec, má průměrné teploty kolem 15°C, ale teplota může vzrůst i nad 20°C.
Celkově jsou srážky v Uptaru poměrně nízké, přičemž většina z nich spadne v letních měsících. Oblast je typická pro svou suchost a nízkou vlhkost, což je částečně způsobeno vlivem sibiřské vysokotlaké oblasti. Různé klimatické faktory způsobují, že se oblast nachází v oblasti se silným větrem a častými změnami počasí.

## Infrastruktura
Podniky
- Podnik „Kolymaenergo“

- Podnik „Poljus Logistika“

Kultura
- Dům kultury „Energetik“

Vzdělávání
- Střední všeobecně vzdělávací škola č. 23 (od roku 1970)

- Dětská umělecká škola č. 3

- Mateřská škola č. 65

Ostatní
- IK-4 UFSiN Ruska (do roku 2005 zařízení AV 261/4 UIN MJ RF) — vězeňská kolonie s přísným režimem

## Doprava
Uptar je spojen každodenními autobusovými linkami s Magadanem a Sokolem. 
Obec je napojena na federální silnici R504 Kolyma, která spojuje Magadan s Jakutskem. 

## Galerie

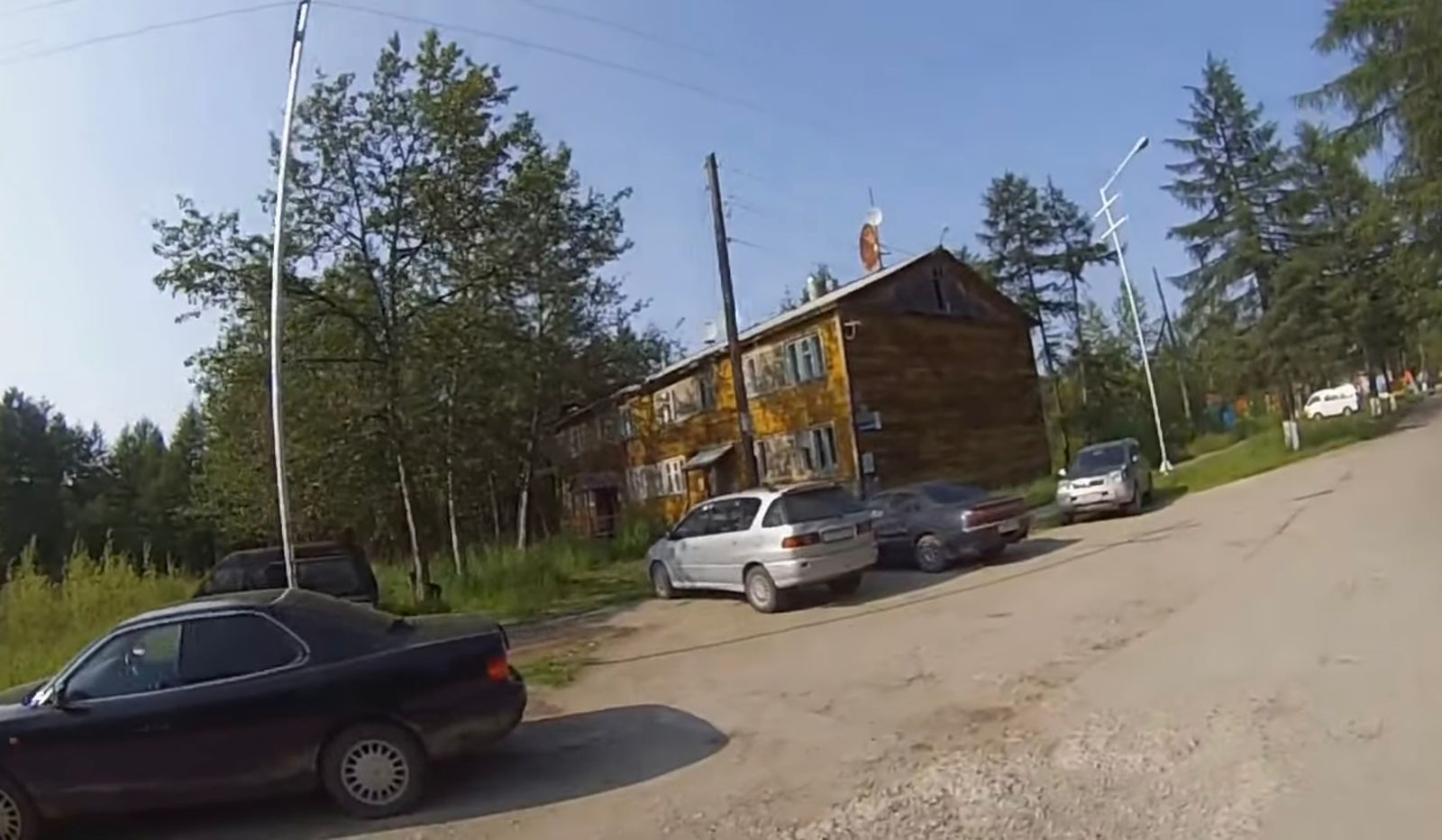
Typický dvoupatrový obytný dřevěný dům v Uptaru (2019)
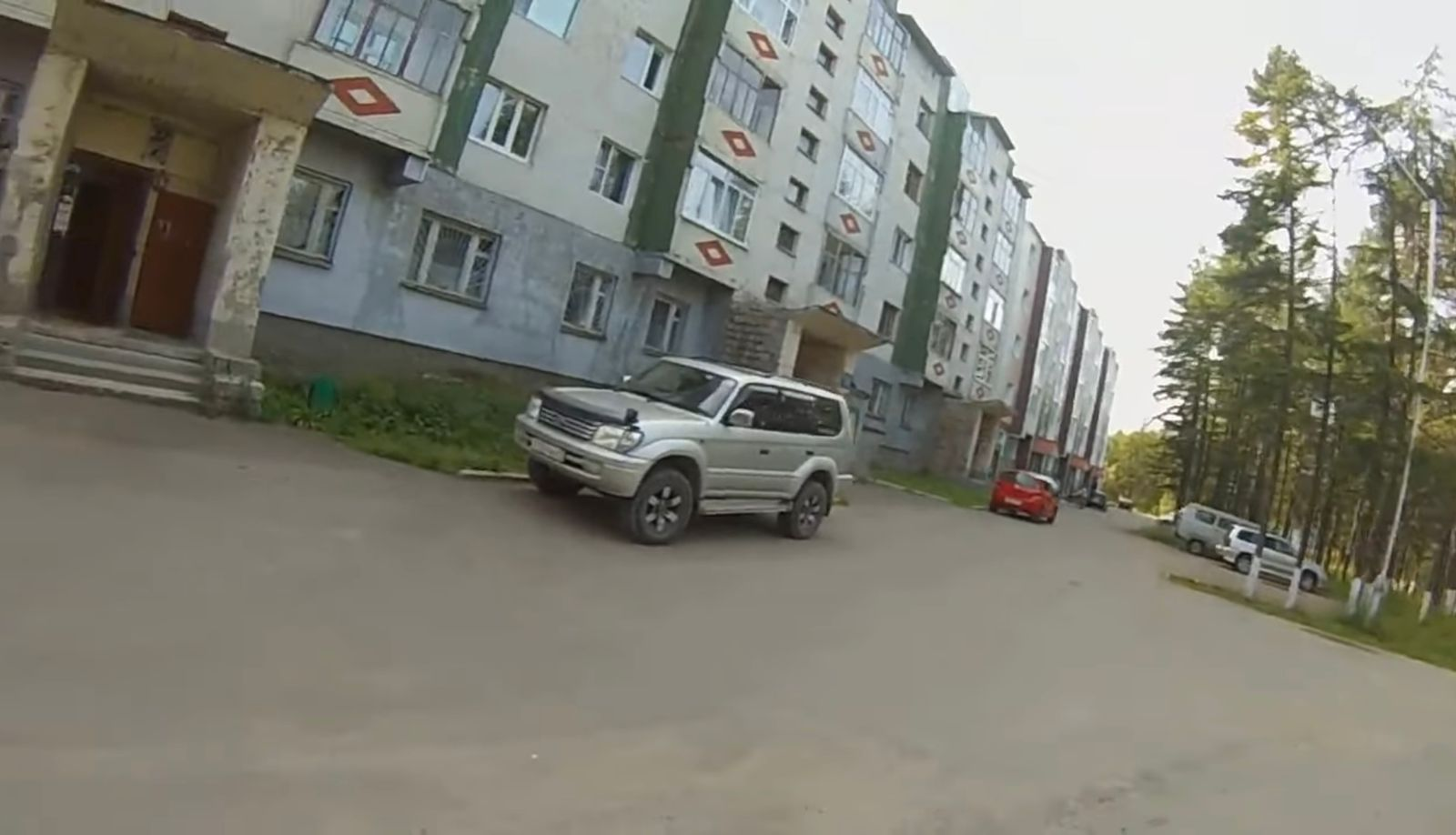
Chátrající obytné domy v Uptaru (2019)
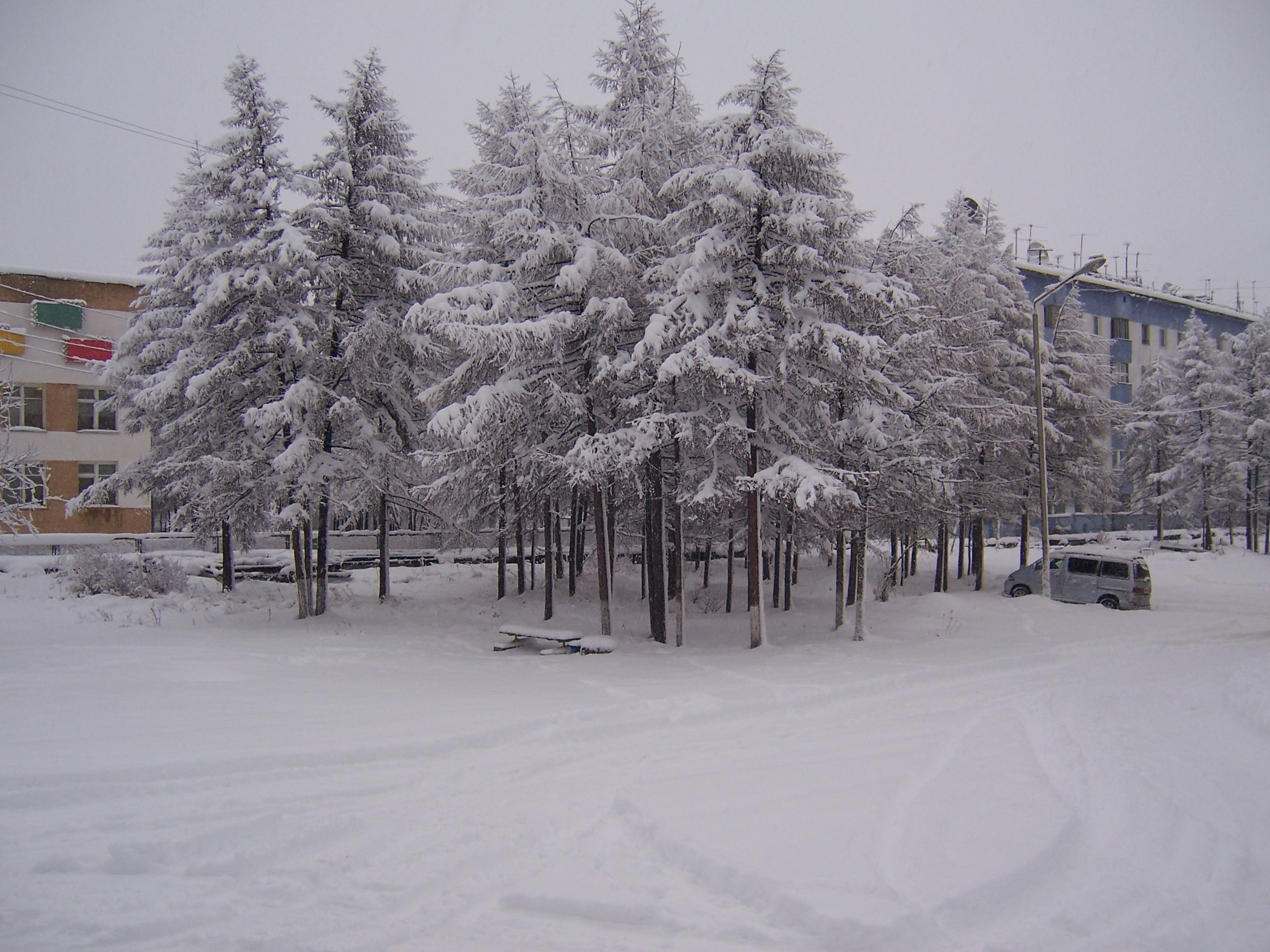
Zimní Uptar (2006)